# Mondoubleau
Mondoubleau település Franciaországban, Loir-et-Cher megyében. Lakosainak száma 1306 fő (2022. január 1.). Mondoubleau Baillou, Choue és Cormenon községekkel határos.

## Népesség
A település népességének változása:
| Lakosok száma | 1438 | 1640 | 1557 | 1509 | 1500 | 1403 | 1335 | 1313 | 1310 | 1306 |
|               | 1968 | 1982 | 1990 | 2006 | 2013 | 2015 | 2017 | 2019 | 2020 | 2022 |